# 基礎算數
基礎算數是算數的分支，是計數的基礎，主要是要增強學習者的算數能力，特別是那些在數學領域有還不熟練的學習者。
一般數學的學習會從學習1至10的數字開始，可以用手指輔助，幫助計算。